# Beron Point
Beron Point är en udde i Antarktis. Den ligger i Sydshetlandsöarna. Argentina, Chile och Storbritannien gör anspråk på området.
Terrängen inåt land är kuperad österut, men åt nordväst är den platt. Havet är nära Beron Point åt sydväst. Trakten är glest befolkad. Närmaste befolkade plats är Maldonado Station, 8,6 kilometer väster om Beron Point. 